# Pedro de Castilho
Pedro de Castilho (Coimbra, ?? — Lisboa, 31 de Março de 1615) foi um presbítero que entre outras funções de relevo foi deputado da Inquisição de Coimbra (1575), inquisidor-geral, o 7.º bispo da Diocese de Angra, governando-a de 1578 a 1583, depois bispo de Leiria (1583) e desembargador do Paço (1587). Acumulou o cargo de inquisidor-geral (1604-1615) com o de vice-rei de Portugal, que exerceu por duas vezes (1605-1608 e 1612-1614), durante o reinado de Filipe III de Espanha.

## Biografia
O bispo D. Pedro de Castilho nasceu em Coimbra, filho do arquitecto Diogo de Castilho e de sua mulher Isabel de Ilharco, neto paterno de João de Castilho, súbdito espanhol que passou a Portugal, descendente da aristocracia das Astúrias.
Seguiu a carreira das Letras na Faculdade de Letras da Universidade de Coimbra, e depois de ser Mestre de Arte (1562), principiou a estudar teologia. Mais tarde mudou de faculdade, cursando a Faculdade de Cânones, onde se formou em Teologia e Cânones, de que fez exame privado, licenciando-se mais tarde (1572) nesta última matéria.
Ordenado sacerdote, foi prior da igreja de São Salvador de Ílhavo e beneficiado da igreja de Santo André de Celorico de Basto.
Por mercê do cardeal D. Henrique foi nomeado deputado do Santo Ofício em Coimbra, onde iniciou funções a 16 de Fevereiro de 1575, e logo de seguida feito visitador da diocese de Coimbra quando nela era bispo D. Manuel de Meneses.

### Acção na Diocese de Angra

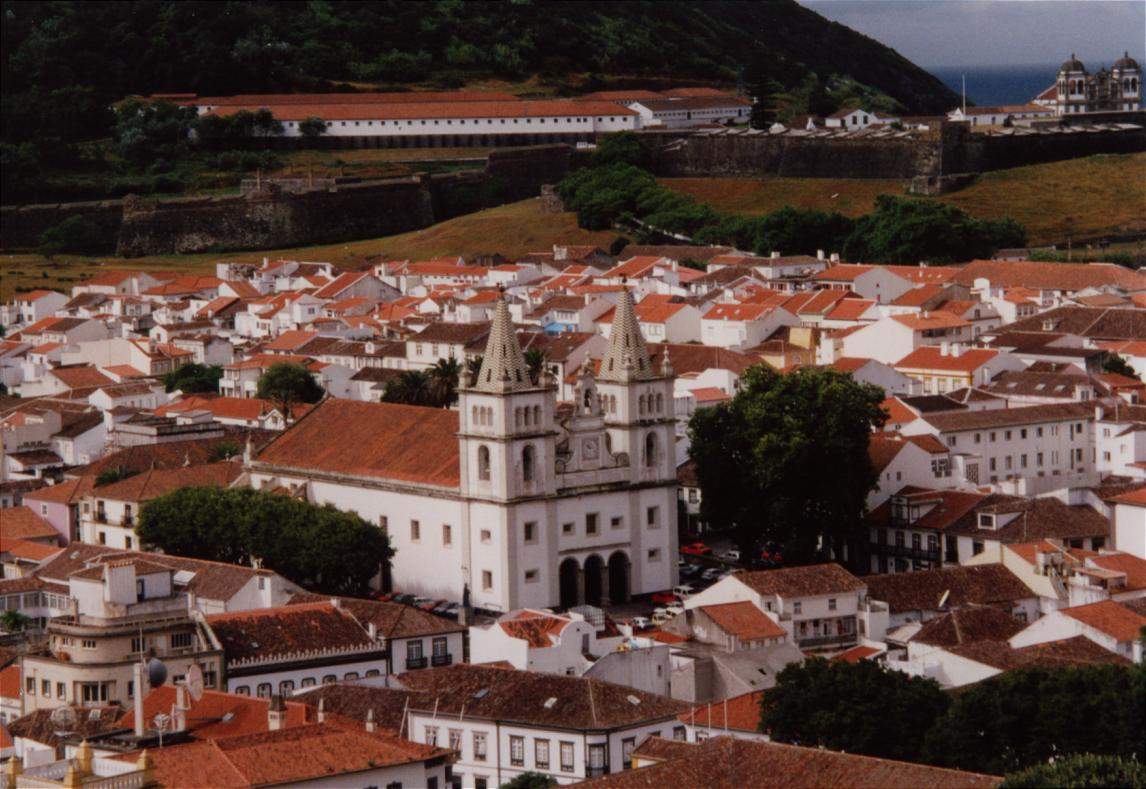
Sé da diocese de Angra.

Foi proposto 7.º bispo de Angra por el-rei D. Sebastião e confirmado pelo Papa Gregório XIII, pela bula Gratiae divinae premium, de 4 de Julho de 1578. Sagrado bispo, partiu naquele ano para os Açores, só tomando, contudo, posse da Diocese em data posterior a 18 de Janeiro de 1579.
Na sua acção pastoral, o bispo D. Pedro de Castilho mostrou-se zeloso na reforma dos costumes e grande observador dos ditames conciliares tridentinos. Criou na ilha de São Miguel a freguesia de São José, na cidade de Ponta Delgada.
Foi também este bispo quem ordenou que se fizesse o sumário dos milagres da venerável Margarida de Chaves, que intitulava mulher de prodigiosa vida, que havia falecido em odor de santidade na ilha São Miguel no ano de 1575.
Foram desde cedo públicas e notórias as disputas e conflitos deste bispo com o corregedor Ciprião de Figueiredo, que se agudizaram sobremaneira com as perturbações políticas que se seguiram à morte do Cardeal D. Henrique. Essas disputas forçaram o bispo D. Pedro de Castilho, partidário ostensivo de Filipe II de Espanha, a deixar a cidade de Angra, afecta ao Prior do Crato.
Foi assim refugiar-se em São Miguel, evitando as ameaças do corregedor Ciprião de Figueiredo e aos ódios populares que a sua opção pelo rei castelhano lhe tinham concitado na Terceira.
Na ilha de São Miguel a presença do bispo foi instrumental na aclamação de Filipe II e na rejeição do apoio a D. António. Por acção do bispo, coadjuvado pelo capitão do donatário naquela ilha, foi jurada obediência a Filipe II e quando a armada francesa ao serviço de D. António tentou submeter a ilha em Julho de 1582, o castelo de São Brás resistiu, forçando um desembarque hostil.
Após a batalha naval de Vila Franca, D. Pedro de Castilho foi recebido com todas as honras a bordo do galeão São Martinho, a capitânia de D. Álvaro de Bazán, tendo partido para Lisboa a bordo da armada castelhana quando esta regressou.

### Bispo de Leiria
Após a sua chegada a Lisboa, e face à impossibilidade de reassumir o seu lugar em Angra, em 1583 foi transferido para a diocese de Leiria, de que exerceu o cargo de prelado durante 24 anos, até que renunciou em 1607, ficando seu sucessor D. Martim Afonso Mexia.
Em 1600 erigiu em freguesia o lugar de Nossa Senhora do Rosário da Marinha, hoje a cidade de Marinha Grande. Também mandou refazer o adro da Sé de Leiria, criando a escadaria ondulada que hoje o caracteriza.
Apesar de bispo de Leiria, D. Pedro de Castilho fixou-se em Lisboa, passando a exercer uma importante actividade política que o levaria ao lugar de vice-rei de Portugal e ao exercício de numerosos cargos da governação eclesiástica e civil do país.

### Actividade política em Lisboa
Reconhecendo a sua habilidade e fidelidade, Filipe II premiou D. Pedro de Castilho com numerosas e rendosas nomeações: foi sucessivamente inquisidor geral, D. Prior da colegiada do antigo mosteiro de Santa Maria de Guimarães de religiosos da ordem de São Bento, de que tomou posse a 31 de Agosto de 1605; capelão mor do rei e seu esmoler-mor, conselheiro de Estado, presidente do Desembargo do Paço e governador de Alcobaça.
Apesar de não ser de sangue real, o que violava as promessas feitas às Cortes de Tomar de 1581 por Filipe II, por duas vezes exerceu o cargo de vice-rei de Portugal por nomeação de Filipe III de Espanha. Na primeira vez sucedeu ao bispo de Coimbra, D. Afonso de Castelo Branco, exercendo o cargo entre 1605 e 1608. Mais tarde tornou a ser vice-rei de Portugal, embora interinamente, quando Cristóvão de Moura, marquês de Castelo Rodrigo, que ocupava esse lugar, teve de ausentar-se por ser chamado à corte de Castela.
A sua actividade enquanto vice-rei foi marcada pela argúcia com que tratava os delicados equilíbrios entre os interesses portugueses e castelhanos e pelo seu interesse pelas matérias navais e ultramarinas, tendo tentado melhorar a situação da armada portuguesa e agido no sentido de melhorar os conhecimentos náuticos ministrados em Lisboa por forma a fazer face à crónica falta de pilotos que afectava as navegações portuguesas, em especial a carreira da Índia.

### Falecimento e sepultura
D. Pedro de Castilho morreu em Lisboa a 31 de Março de 1615, estando sepultado numa capela por si fundada na igreja do Convento de São Domingos de Lisboa.
Por sua ordem foram compiladas e impressas pela primeira vez em Portugal as normas que regiam o funcionamento da Inquisição. A compilação foi publicada com o título de Regimento do Santo Officio da Inquisição dos reinos de Portugal, recopilado por mandado do Ill.mo e Rev.mo Senhor D. Pedro de Castilho, Inquisidor geral e Viso-Rey dos reinos de Portugal, Lisboa. 1613.